# Løvendal
Løvendal/Løvendahl (fr. Lowendal, nl. Löwendal) og Løvensøn er en uddød dansk højadelig slægt.
Hertug Frederik (1609-1670) (fra 1648 kong Frederik III) kendte i 1637, mens han var verdslig ærkebiskop i Bremen-Verden, Margrethe Pape (1620-1684). Året efter fødtes deres søn Ulrik Frederik Gyldenløve. Den 15. september 1683 blev Margrethe Pape af kong Christian V, søn af kong Frederik III, adlet til baronesse af Løvendal.
Ulrik Frederik Gyldenløve (1638-1704) havde i sit første (hemmelige) ægteskab med Sophie Urne tvillingsønnerne Carl (1660-1689) og Woldemar (Valdemar) (1660-1740), der 1682 begge blev optaget i friherrelig stand med navnet Løvendal. Friherre Woldemar Løvendal (1660-1740) til Saathain og Mückenberg var fader til friherre Ulrik Frederik Løvendal (1694-1754), der endte sit bevægede liv som dekan ved kollegiatkirken St. Marcel i Paris, og general, marskal, friherre Ulrik Frederik Woldemar Løvendal (1700-1755), der 1738 optoges i russisk grevestand og 1741 i rigsgrevestanden. Af hans børn skal nævnes greve François Xavier Joseph Danneskiold-Løvendal (1742-1808), der 1786 optoges i dansk grevestand med navnet Danneskiold-Løvendal; han gjorde oprindelig militærtjeneste i Frankrig, deltog i den nordamerikanske krig og blev 1779 Maréchal de camp; 1795 kom han til Danmark, hvor han 1798 blev generalmajor. 1801-03 var han dansk gesandt i Sankt Petersborg, hvorfra han blev forflyttet til Haag. Han var fader til oberstløjtnant, greve Carl Valdemar Danneskiold-Løvendal (1773-1829), med hvem slægten uddøde, og til grevinde Elisabeth Marguerite Josephine Sophie Constance Marie Laure Danneskiold-Løvendal (1777-1812), der i sit ægteskab med nederlandsk gesandt i Danmark og USA Christiaan Diderik Emerens Johan Bangeman Huygens havde sønnen greve Rutger Bangeman Huygens van Løvendal (1805-1885), der 1828 fik dansk grevepatent med navnet Løvendal. Han efterlod sig heller ikke sønner.
Den nævnte oberstløjtnant, greve Carl Woldemar Danneskiold-Løvendal havde flere illegitime børn, som 1815 og 1821 legitimeredes med navnet Løvensøn og 1823 fik tillagt adelige rettigheder. Af disse skal nævnes Ane Caroline Løvensøn (1813-1899), gift med biskop over Lolland-Falsters Stift Severin Claudius Wilcken Bindesbøll (1798-1871), og kaptajn Carl Frederik Løvensøn (døbt Løvenørn) (1805—1850), hvis søn, kemikeren, cand.polyt. Wilhelm Waldemar Løvensøn (1846-1915) døde som den sidste agnatiske descendent af Ulrik Frederik Gyldenløve.